# 2014 UA225
2014 UA225 est un objet transneptunien ayant un diamètre estimé à environ 170 km.